# Abby Hoffman
Abby Hoffman, wł. Abigail Golda Hoffman OC (ur. 11 lutego 1947 w Toronto) – kanadyjska lekkoatletka, biegaczka średniodystansowa, mistrzyni igrzysk panamerykańskich i igrzysk Imperium Brytyjskiego i Wspólnoty Brytyjskiej, czterokrotna olimpijka.

## Kariera sportowa
Jako dziewczynka grała w hokeja, mimo że w tych czasach był to sport zarezerwowany dla chłopców. Później zaczęła trenowac lekką atletykę.
Wzięła udział w igrzyskach Imperium Brytyjskiego i Wspólnoty Brytyjskiej w 1962 w Perth, gdzie zajęła 7. miejsce w biegu na 880 jardów.
Zdobyła złoty medal w biegu na 800 metrów na igrzyskach panamerykańskich w 1963 w São Paulo, wyprzedzając Leah Bennett Ferris ze Stanów Zjednoczonych i swą koleżankę z reprezentacji Kanady Noreen Deuling. Na igrzyskach olimpijskich w 1964 w Tokio odpadła w eliminacjach biegu na 400 metrów i biegu na 800 metrów. Zdobyła brązowy medal w biegu na 800 metrów na letniej uniwersjadzie w 1965 w Budapeszcie.
Zwyciężyła w biegu na 880 jardów na igrzyskach Imperium Brytyjskiego i Wspólnoty Brytyjskiej w 1966 w Kingston, przed Judy Pollock z Australii i Anne Smith z Anglii. Zdobyła brązowy medal w biegu na 800 metrów (za Amerykankami Madeline Manning i Doris Brown) na igrzyskach panamerykańskich w 1967 w Winnipeg[, a także brązowy medal w tej konkurencji na letniej uniwersjadzie w 1967 w Tokio (za Manning). Na igrzyskach olimpijskich w 1984 w Meksyku zajęła 7. miejsce w finale tej konkurencji.
Zwyciężyła w biegu na 800 metrów na igrzyskach panamerykańskich w 1971 w Cali, przed Doris Brown i inna Kanadyjką Penny Werthner, Zajęła również 4. miejsce w sztafecie 4 × 400 metrów. Na igrzyskach olimpijskich w 1972 w Monachium zajęła 8. miejsce w finale biegu na 800 metrów. Zdobyła srebrny medal w biegu na 800 metrów (za Kathy Weston ze Stanów Zjednoczonych, a przed inną Amerykanką Kathleen Hall), oraz brązowy medal w biegu na 1500 metrów (za Jan Merrill z USA i Thelmą Wright z Kanady) na igrzyskach panamerykańskich w 1975 w Meksyku.
Była chorążym reprezentacji Kanady na swych czwartych igrzyskach olimpijskich w 1976 w Montrealu. Startowała na nich w biegu na 800 metrów, ale odpadła w eliminacjach. 
Hoffman była mistrzynią Kanady w biegu na 400 metrów w 1963 i 1964 oraz w biegu na 800 metrów w latach 1962–1966, 1968, 1969 i 1974, a także wicemistrzynią w biegu na 400 metrów w 1965, w biegu na 800 metrów w 1967 i 1972 oraz w biegu na 1500 metrów w 1975. Zdobyła również halowe mistrzostwo Stanów Zjednoczonych w biegu na 880 jardów w 1965 i 1971 oraz w biegu na milę w 1969
Trzykrotnie poprawiała rekord Kanady w biegu na 400 metrów do czasu 54,1 s, uzyskanego 31 sierpnia 1963 w Hamilton, siedem razy była rekordzistką w biegu na 800 metrów (do czasu czas 2:00,17 uzyskanego 3 września 1972 w Monachium) i raz w sztafecie 4 × 400 metrów (z wynikiem 3:39,9 osiągniętym 20 września 1970 w Victorii).
W 1982 została oficerem Orderu Kanady, a w 2015 otrzymała honorowy doktorat Uniwersytetu Toronto.